# Coop Suïssa
Coop Suïssa és una cooperativa de venda al detall i majorista de Suïssa, fundada el 1890 a Basilea.
El 2015, Coop operava 2.213 botigues i emprava més de 54.000 persones a Suïssa. Segons Bio Suisse, l'associació de productors orgànics suïssos, Coop és responsable de la meitat de tota l'alimentació ecològica venuda a Suïssa. El juny de 2011, l'agència de qualificació independent alemanya Oekom Research AG va concedir a Coop el títol de "Detallista més sostenible del món".

## Història
El 1864, l'industrial tèxtil Jean Jenny-Ryffel va formar la primera cooperativa de consum de Suïssa a Schwanden, al cantó de Glarus. Durant els propers anys, moltes altres societats cooperatives van sorgir al país. El 1890, molts es van unir per formar el Verband Schweizerischer Konsumvereine (VSK). El 1969 va ser rebatejada amb el nom actual de Coop Genossenschaft. El 2001, Coop es va fusionar amb 11 federacions cooperatives que havien estat els seus proveïdors principals durant més de 100 anys.
El 1927, la Verband Schweizerischer Konsumvereine i la Federació Suïssa de Sindicats van fundar la Genossenschaftliche Zentralbank. Es va convertir en una empresa d'accions el 1970, i el 1995 va passar a anomenar-se Bank Coop. El 1999, el Basler Kantonalbank es va convertir en l'accionista majoritari. El 19 de maig de 2017, la institució va realitzar un reordenament global i es va convertir en Bank Cler.